# 腋花齿缘草
腋花齿缘草（学名：Eritrichium axillare）为紫草科齿缘草属的植物，是中国的特有植物。分布于中国大陆的西藏等地，生长于海拔4,500米至4,800米的地区，常生长在公路边草丛中，目前尚未由人工引种栽培。